# Apatura lamia
Apatura lamia är en fjärilsart som beskrevs av Gmelin 1790. Apatura lamia ingår i släktet Apatura och familjen praktfjärilar. Inga underarter finns listade i Catalogue of Life.